# Qualificazioni al campionato mondiale di calcio 2006 - Interzona
Nelle qualificazioni interzonali vi sono stati due spareggi, con partite di andata e ritorno, per decidere le ultime squadre a qualificarsi.
Si sono qualificate il Trinidad e Tobago e l'Australia.

## Spareggio AFC-CONCACAF
| Arbitro: | Mark Shield |

|              |           |             |
| Birchall 76’ | Marcatori | 72’ Ghuloom |

| Arbitro: | Óscar Ruiz |

|  |           |              |
|  | Marcatori | 49’ Lawrence |

## Spareggio CONMEBOL-OFC
| Arbitro: | Claus Bo Larsen |

|               |           |  |
| Rodríguez 37’ | Marcatori |  |

| Arbitro: | Luis Medina Cantalejo |

|                                   |                      |                                      |
| Bresciano 35’                     | Marcatori            |                                      |
| Kewell Neill Vidmar Viduka Aloisi | Tiri di rigore 4 – 2 | Rodríguez Varela Estoyanoff Zalayeta |